# Benny Leonard
Benny Leonard (właśc. Benjamin Leiner, ur. 7 kwietnia 1896 w Nowym Jorku, zm. 18 kwietnia 1947 tamże) – amerykański bokser, zawodowy mistrz świata kategorii lekkiej.

## Życiorys
Urodził się w rodzinie pochodzenia żydowskiego w getcie we wschodniej części Manhattanu. Rozpoczął karierę zawodowego boksera w 1911. Początkowo walczył ze zmiennym szczęściem, ale stopniowo zaczynał być coraz bardziej doceniany. W 1915 stoczył walki no decision z takimi bokserami, jak Johnny Dundee i Johnny Kilbane (w sumie walczył 17 razy w tym roku), na początku 1916 ponownie z Johnnym Dundee (z którym walczył jeszcze dwukrotnie w tym roku) i Rockym Kansasem, a 31 marca tego roku w Madison Square Garden w Nowym Jorku zmierzył się w walce no decision z ówczesnym mistrzem świata w wadze lekkiej Freddiem Welshem. Przeważał w tym pojedynku, ale nie zakończył walki przed czasem i nie odebrał Welshowi mistrzowskiego pasa. Kolejny pojedynek tych pięściarzy również był no decision. 28 lipca 1916 zdaniem prasy przeważał jednak Welsh.

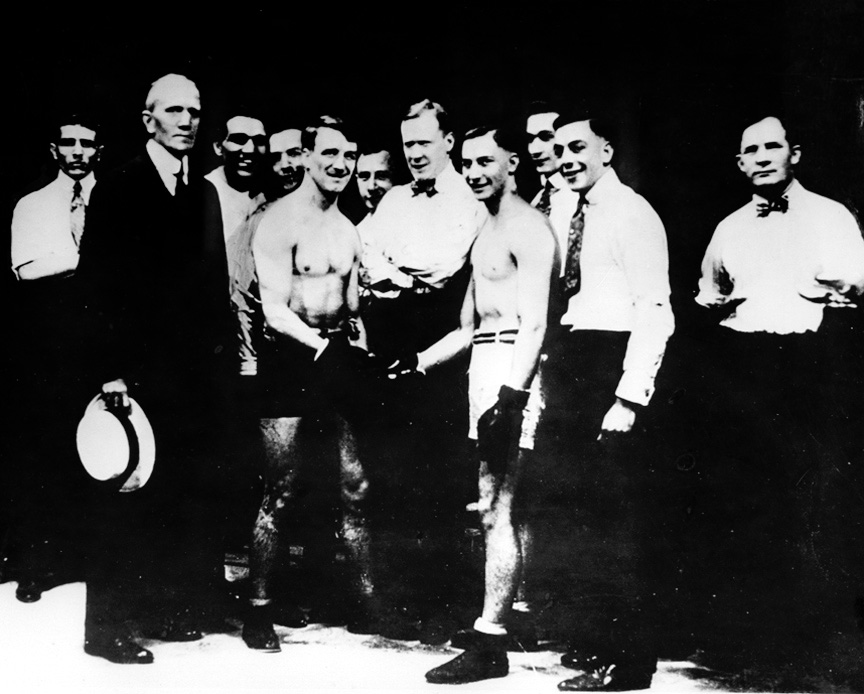
Freddie Welsh (z lewej strony) i Leonard w walce w 1917

W ich trzeciej walce 28 maja 1917 w Nowym Jorku Leonard pokonał Welsha przez techniczny nokaut w 9. rundzie i został nowym mistrzem świata.
Benny Leonard skutecznie bronił zdobytego tytułu do 1923. Poniżej wykaz tych pojedynków:

| Data                   | Miejsce      | Oponent         | Wynik                           | Źródło |
| ---------------------- | ------------ | --------------- | ------------------------------- | ------ |
| 21 września 1917(dts)  | Nowy Jork    | Leo Johnson     | techniczny nokaut w 1. rundzie  | [ 5 ]  |
| 5 grudnia 1917(dts)    | Saint Paul   | Gene Delmont    | techniczny nokaut w 8. rundzie  | [ 6 ]  |
| 25 września 1920(dts)  | East Chicago | Pal Moran       | no decision                     | [ 7 ]  |
| 26 listopada 1920(dts) | Nowy Jork    | Joe Welling     | techniczny nokaut w 14. rundzie | [ 8 ]  |
| 14 stycznia 1921(dts)  | Nowy Jork    | Richie Mitchell | techniczny nokaut w 6. rundzie  | [ 9 ]  |
| 6 czerwca 1921(dts)    | Harrison     | Rocky Kansas    | no decision                     | [ 10 ] |
| 10 lutego 1922(dts)    | Nowy Jork    | Rocky Kansas    | wygrana na punkty               | [ 11 ] |
| 27 lipca 1922(dts)     | Jersey City  | Lew Tendler     | no decision                     | [ 12 ] |
| 23 lipca 1923(dts)     | Nowy Jork    | Lew Tendler     | wygrana na punkty               | [ 13 ] |

Leonard stoczył w tym czasie wiele innych walk. W 1917 pokonał przez techniczny nokaut w 3. rundzie Johnny’ego Kilbane’a, w 1917 i 1918 stoczył dwie walki no decision z Jackiem Brittonem, a 23 września tego roku z ówczesnym mistrzem świata w wadze półśredniej Tedem „Kidem” Lewisem (także no decision). W 1919 stoczył 25 walk, głównie no decision, w tym trzy z Johnnym Dundee i dwie z Williem Ritchiem, z których drugą wygrał przez techniczny nokaut. 6 kwietnia 1922 walczył o tytuł zawodowego mistrza świata wagi półśredniej, ale został zdyskwalifikowany za uderzenie Jacka Brittona podczas liczenia (była to pierwsza porażka Leonarda od 1912).
15 stycznia 1925 Leonard ogłosił zakończenie kariery zawodowego boksera jako niepokonany mistrz wagi lekkiej. Stracił jednak swe oszczędności podczas wielkiego kryzysu i musiał powrócić na ring w 1931. Pomimo dużo gorszej formy wygrał 19 walk i zremisował jedną, zanim 7 października 1932 pokonał go przez techniczny nokaut Jimmy McLarnin. Po tej walce Leonard ostatecznie wycofał się z ringu jako bokser, został jednak sędzią ringowym. Podczas prowadzenia walki 18 kwietnia 1947 w Nowym Jorku doznał zawału serca i zmarł.
W latach 20. wystąpił w kilku filmach, w tym zagrał główną rolę w serialu Evil Eyes.
Benny Leonard został wybrany podczas pierwszej elekcji w 1990 do Międzynarodowej Bokserskiej Galerii Sławy.